# Ritteburg
Ritteburg ist ein Ortsteil von Kalbsrieth im Kyffhäuserkreis in Thüringen.

## Lage
Ritteburg liegt unweit vom südlichen Ufer der Unstrut. Nördlich gegenüber befindet sich Kalbsrieth. Beide Ortsteile liegen an der Landesstraße 1172 von Artern nach Ziegelroda.

## Geschichte
Am 1. Juni 932 wurde Ritteburg erstmals urkundlich erwähnt. Ritteburg wird als mutmaßlicher Schauplatz der Schlacht bei Riade im Jahr 933 angesehen. Die einstige Wasserburg Ritteburg soll schon im 8. Jahrhundert zur Kontrolle und Sicherung des Unstrutübergangs gebaut worden sein. Im Hersfelder Zehntverzeichnis wurde diese Burg  bereits mit erwähnt. 932 und 972 waren deutsche Könige vor Ort. Man nimmt an, dass dieser Ort Riade geheißen hat, wo 933 der König mit seinen Mannen die Ungarn vernichtend geschlagen hat. Im Jahr 1000 wurde die Anlage dem Erzbischof von Magdeburg geschenkt. Sonst ist über die Burg und den Standort weiter nichts bekannt. Im Jahr 2009 hatte der Ortsteil 200 Einwohner.

## Sehenswürdigkeiten
- Kirche St. Jakobus

## Persönlichkeiten
- Hans Dietrich Marschall von Bieberstein (1643–1687), Rittergutsbesitzer
- Friedrich Traugott Kützing (1807–1893), Botaniker und Algenforscher